# Élections municipales malgaches de 2019
Les élections municipales malgaches de 2019 ont lieu le 27 novembre 2019 afin de renouveler les assemblées municipales ainsi que les maires des 1 695 communes de Madagascar. 

## Déroulement
Le scrutin se déroule dans le calme, mais n'attire que peu l'attention des électeurs, le taux de participation avoisinant les 30 %,. Il constitue néanmoins un test électoral pour le parti Nous tous, ensemble avec Andry Rajoelina (IRD) du président éponyme, élu dix mois plus tôt. La mairie de la capitale Antananarivo, considéré comme un tremplin vers la présidence - ce qui fut le cas pour Rajoelina - voit s'affronter cinq candidats, tous novices en politique. Les deux favoris sont Naina Andriantsitohaina (IRD), un proche du président Rajoelina, et Rina Randriamasinoro, candidat du parti TIM, de l'ancien président Marc Ravalomanana. Les résultats préliminaires sont attendus pour début décembre, et ceux définitifs à la mi janvier.

## Système électoral
| Habitants         | Conseillers      |
| Communes rurales  | Communes rurales |
| ----------------- | ---------------- |
| Moins de 10 000   | 5                |
| 10 001 à 20 000   | 7                |
| Communes urbaines |                  |
| 20 001 à 50 000   | 9                |
| 50 001 à 80 000   | 11               |
| 80 001 à 120 000  | 13               |
| 120 001 à 250 000 | 15               |
| Plus de 250 000   | 19               |

Madagascar est divisée en 1695 communes dotées chacune d'un conseil municipal et d'un Maire élus pour quatre ans au scrutin proportionnel plurinominal avec liste fermées, selon la méthode du plus fort reste. Le candidat en tête de la liste ayant recueilli le plus de voix est élu Maire, sans limitation du nombre de mandats.
Le nombre de conseillers municipaux composant le conseil dépend du type de la commune et de son nombre d'habitants, selon le tableau ci-contre :
Enfin, la capitale Antananarivo dispose d'un statut spécial en raison de son nombre élevé d'habitants, ses 6 arrondissement totalisant environ 1 620 000 personnes en 2015. La ville dispose par conséquent d'un conseiller par 30 000 habitants, soit 54 en 2015. De plus, les citoyens en élisent directement le Maire au scrutin uninominal majoritaire à un tour lors d'un vote organisé en parallèle des municipales.

## Résultats
Selon les résultats préliminaires dans la capitale, le candidat du parti présidentiel, Naina Andriantsitohaina, l'emporterait d'une courte avance avec 48,97 % des voix contre 45,45 % pour Rina Randriamasinoro, suivi d'Alban Rakotoarisoa qui réunit 4,42 % des suffrages. Le taux de participation dans la capitale ne serait que de 23,21 %. Les résultats dans le reste du pays sont attendus vers fin décembre, pour des résultats définitifs à la mi-janvier Le 7 décembre 2019, la commission électorale confirme la victoire de Naina Andriantsitohaina à la mairie d'Antananarivo. Il est investi le 16 janvier 2020.